# Inseguendo un'ombra
Inseguendo un'ombra è un libro di Andrea Camilleri, edito da Sellerio nel 2014. Può essere considerato il complemento romanzato della biografia dell'umanista Flavio Mitridate.

## Trama
L'adolescente ebreo di Caltabellotta Samuel ben Nissim Abul-Farag è stato educato dal padre agli studi cabalistici; come tutti gli ebrei del XV secolo la famiglia di Samuel vive in uno squallido ghetto (judicca), ma l'intelligenza del ragazzo gli aprirà un grande futuro.
La svolta che lo porterà ad Agrigento è la morte del giovane amante arabo (suo complice nell'omicidio di un ladruncolo) e la conseguente decisione di chiudersi in convento ed abbracciare la religione cattolica (per curiosità culturale e per la possibilità di lasciare definitivamente il ghetto).
Battezzato dal nobile Moncada, il giovane assume il nome di Guglielmo Raimondo Moncada; instradato agli studi ecclesiastici inizierà una vita da religioso con grande ascendente sulle folle e sugli intellettuali di Napoli e Roma. Nella capitale diverrà il protetto del futuro Papa Innocenzo VIII prima di essere coinvolto in un misterioso e mai chiarito crimine (l'autore immagina l'assassinio di un usuraio ebreo). 
La fuga in Germania lo vede ancora protagonista nel mondo della cultura, ma l'agognato rientro in Italia è il suo vero trionfo, chiamato da Pico della Mirandola come assistente assumerà il nome di Flavio Mitridate.
Dopo pochi anni di successi per il suo genio e miserie per il suo carattere finirà in carcere dove nel 1489 si perderanno definitivamente le sue tracce.

## Edizioni
- Andrea Camilleri, Inseguendo un'ombra, Palermo, Sellerio, 2014,  p. 256, EAN 9788838931697.